# Gato demonio

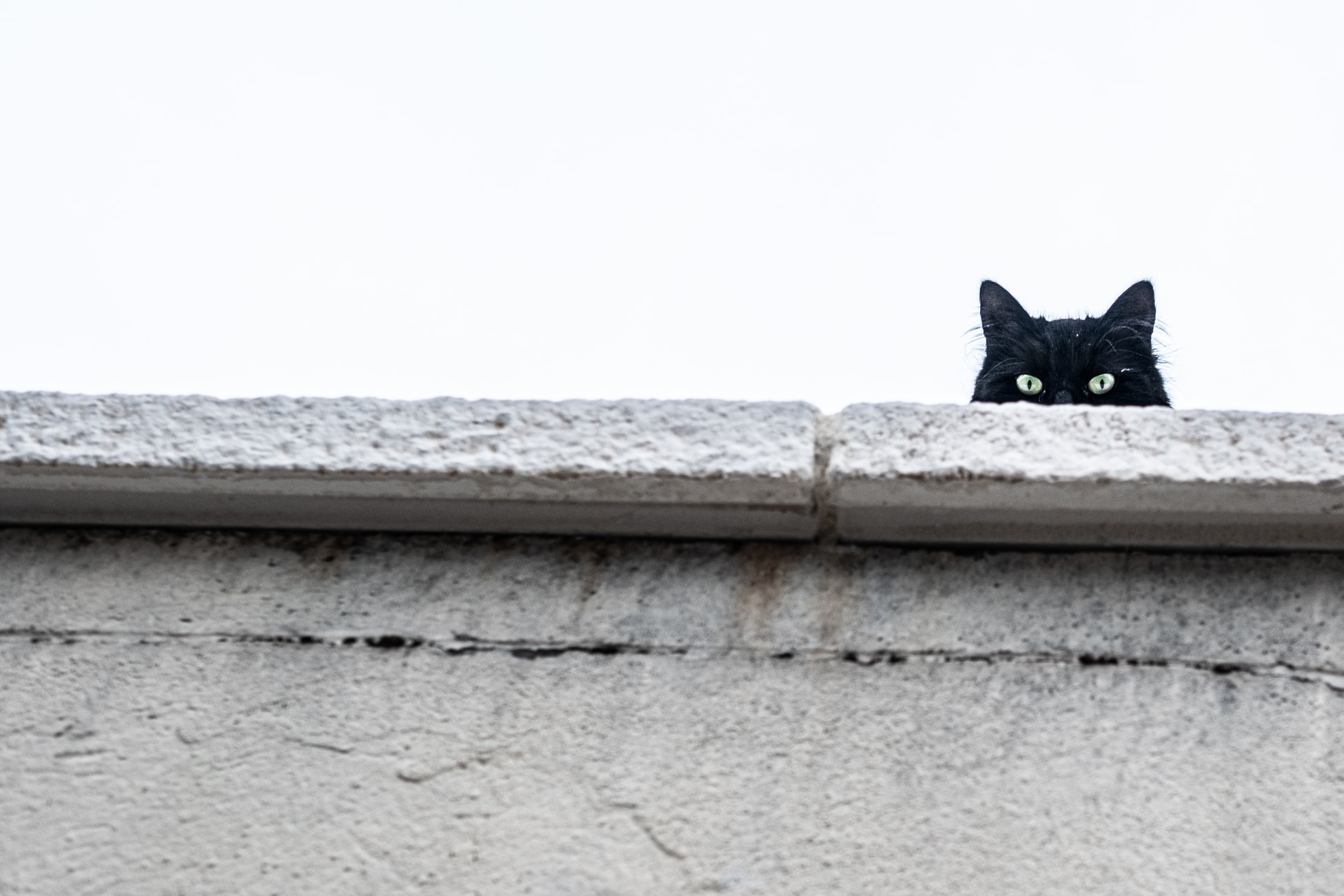
Gato negro mirando sobre una muralla en Washington D. C.

El Gato demonio (también conocido como el D.C.) es un gato fantasma que supuestamente frecuenta los edificios del gobierno de Washington, D.C., que es la capital de los Estados Unidos. Sus principales lugares de interés son los dos principales monumentos de la ciudad: la Casa Blanca y el Capitolio de los Estados Unidos.

## Historia
La historia del Gato Demonio se remonta a mediados del siglo XIX, cuando los gatos fueron llevados a los túneles del sótano del Capitolio de los Estados Unidos para matar ratas y ratones. La leyenda dice que el Gato Demonio es uno de estos gatos que nunca se fueron, incluso después de su muerte. Su casa es supuestamente la cripta del sótano del edificio del Capitolio, que originalmente fue pensado como una cámara funeraria para el  Presidente George Washington.
Según la leyenda, el gato es visto antes de las elecciones presidenciales y tragedias en Washington D. C., supuestamente ha sido visto por los guardias de seguridad de La Casa Blanca  la noche anterior a los asesinatos de John F. Kennedy y Abraham Lincoln. Se describe como un gato negro o un gato atigrado, y el tamaño de un gato de casa promedio. Sin embargo, los testigos informan que el gato se hincha a "el tamaño de un tigre gigante" o un elefante, que se dice que es de 10 pies por 10 pies, cuando es alertado. El gato entonces explota o se abalanza sobre el testigo, desapareciendo antes de lograr atrapar a su 'víctima'.
En la década de 1890, se dice que el gato desapareció inexplicablemente cuando algunos guardias del Capitolio dispararon sus armas contra él, y otro supuestamente murió de un  ataque de corazón después de verlo.
El último avistamiento oficial del supuesto fantasma fue durante los últimos días o después de la  Segunda Guerra Mundial
en la década de 1940.
Los hechos de la Leyenda del Gato Demonio suceden en tiempos antiguos, aunque no hay una fecha exacta en la que se pueda ubicar la historia. Se cree que la leyenda tiene sus orígenes en el folclore de pueblos pequeños y rurales, posiblemente en épocas coloniales o en tiempos más remotos, cuando las creencias en lo sobrenatural y los espíritus eran muy comunes.
Hace mucho tiempo, en un pequeño pueblo, existía una leyenda sobre un gato negro que merodeaba por la oscuridad de la noche. Se decía que no era un gato común, sino un gato demonio, un espíritu malvado disfrazado de animal.
El gato tenía unos ojos brillantes que parecían penetrar en el corazón de las personas. Se aparecía solo en lugares solitarios, como caminos oscuros o en la entrada de casas abandonadas. Nadie sabía de dónde venía, pero todos sentían su presencia cuando la noche caía.

## Explicación
Según Steve Livengood, el guía principal de la Sociedad Histórica del Capitolio de los EE.UU, la policía del Capitolio era notoria por contratar a familiares y amigos no calificados de congresistas como favores, y estos hombres solían estar ebrios mientras patrullaban. Livengood cree que la leyenda comenzó cuando un guardia de seguridad que estaba acostado en estado de embriaguez fue lamido por uno de los gatos del edificio del Capitolio y por error asumió que era un gato gigante. Livengood afirma que al informar el incidente a su superior, el guardia habría sido enviado a casa para recuperarse, y "eventualmente los otros guardias descubrieron que podrían tener un día libre si veían al gato demonio".

## En cultura popular
Fundado en 2006, el DC DemonCats es uno de los cuatro equipos de roller derby de Washington D. C.